# Pontlevoy
Pontlevoy település Franciaországban, Loir-et-Cher megyében. Lakosainak száma 1537 fő (2022. január 1.). Pontlevoy Chaumont-sur-Loire, Monthou-sur-Bièvre, Monthou-sur-Cher, Montrichard-Val-de-Cher, Sambin, Vallières-les-Grandes és Le Controis-en-Sologne községekkel határos.

## Népesség
A település népességének változása:
| Lakosok száma | 1688 | 1486 | 1423 | 1540 | 1513 | 1512 | 1524 | 1523 | 1518 | 1537 |
|               | 1968 | 1982 | 1990 | 2006 | 2013 | 2015 | 2017 | 2019 | 2020 | 2022 |